# Abdij van Sint-Cornelius en Sint-Cyprianus

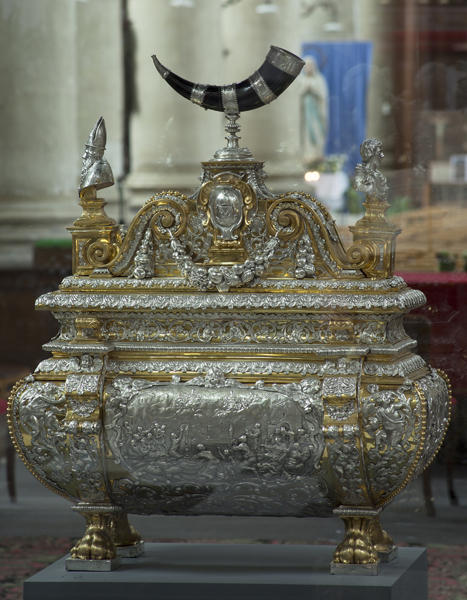
Reliekschrijn van Sint-Cornelis, paus te Ninove

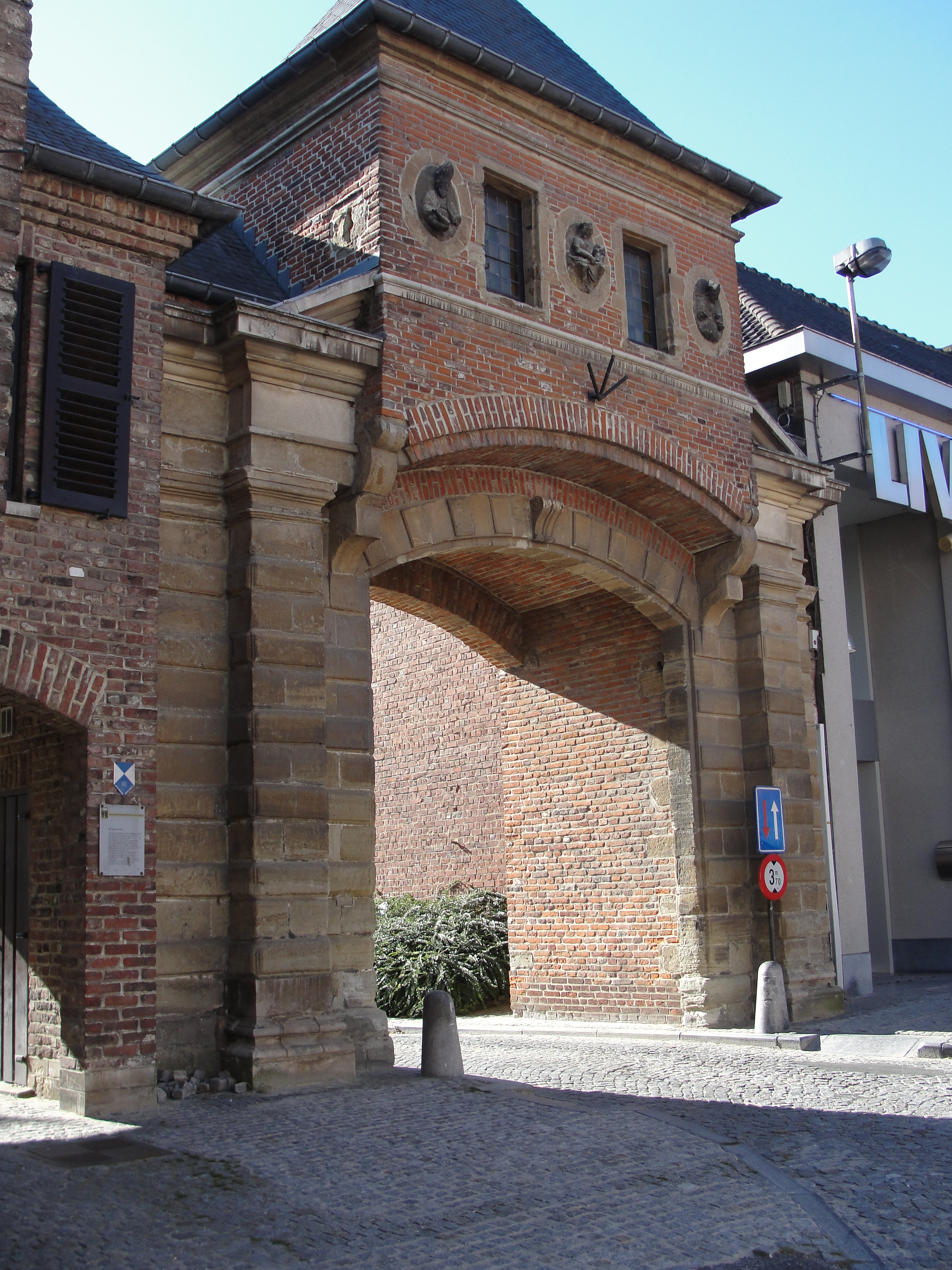
Abdijpoort

De abdij van Sint-Cornelius en Sint-Cyprianus (Latijn: abbatia SS . Cornelii et Cypriani apud Ninivem Flandrorum) was een premonstratenzer- of norbertijnenabdij in de Belgische stad Ninove en een van de rijkste van Vlaanderen.

## Geschiedenis
In 1137 werd de abdij canoniek opgericht door Gerard I van Ninove, en gewijd aan paus Sint-Cornelius. Ze gold als dochterstichting van de Abdij van Park in Leuven. De kleine gemeenschap bouwde een nieuwe abdij met kerk. De eerste middeleeuwse abt was Gilbertus. De gemeenschap kende dankzij verschillende relieken een grote bloeiperiode. In 1635 werd een grote nieuwe abdijkerk gebouwd. Deze kerk werd ingewijd in 1727 en voorzien van een losstaande toren in 1844.
De koorheren werden verjaagd en de abdij werd opgeheven tijdens de Franse Revolutie. De abdij werd in 1822 verkocht en verlaten. Er waren ruim 45 abten die dankzij hun abbatiaat grote invloed op de Ninoofse geschiedenis hebben uitgevoerd.

### Reliek van Sint-Cornelius
De abdij bezat een belangrijke reliek van Sint-Cornelis en Sint-Cypriaan: de monniken cultiveerden hiertoe een devotie. Hiervoor werd een groot kostbaar schrijn gemaakt uit gedreven zilver. Thans is dit schrijn eigendom van de kerkfabriek.

## Overblijfselen
Van het abdijcomplex blijven nog maar enkele gebouwen over. De voormalige abdijkerk (de huidige Onze-Lieve-Vrouw-Hemelvaartkerk) is voorzien van een mooie inrichting: koorgestoelte, kansel, confessio's, in 1736 door Pierre-Théodore Verhaegen uitgevoerde panelen, lambrisering, hoofdaltaar en portieken, orgelkas, schilderijen, enzovoorts. De abdijpoort maakte eveneens deel uit van de stadswallen.
In 2022 werden bij archeologische opgravingen de resten blootgelegd van het 17de-eeuwse gastenverblijf en de 12de-eeuwse kerk. Er werd ook een zegelstempel gevonden van broeder Balduinus.